# Ciprian Foias

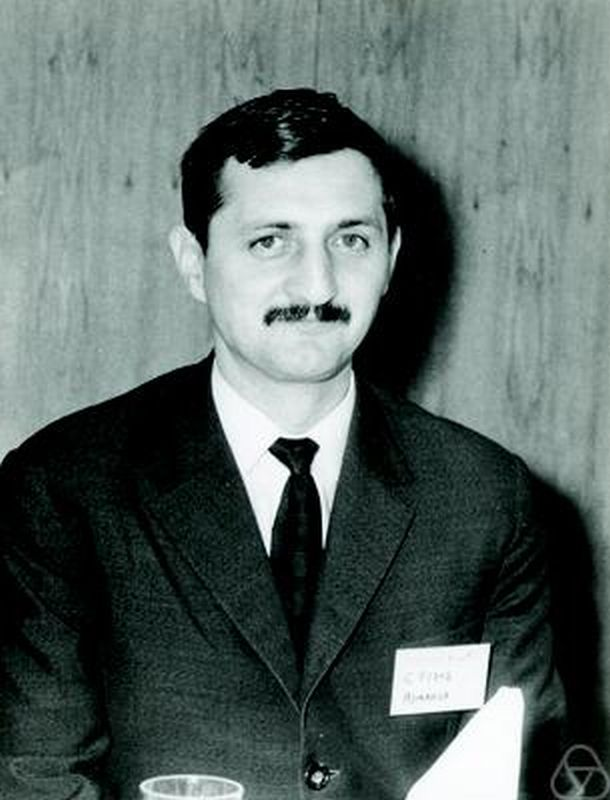
Ciprian Foias 1969 in Tokio

Ciprian Ilie Foias (* 20. Juli 1933 in Reșița, Rumänien; † 22. März 2020 in Tempe, Arizona) war ein rumänisch-US-amerikanischer Mathematiker.

## Leben
Foias promovierte 1962 am Institut für Mathematik der Rumänischen Akademie der Wissenschaften in Bukarest bei Miron Nicolescu und habilitierte sich (Doktortitel gemäß osteuropäischem Brauch) 1968 an der Universität Bukarest, wo er ab 1966 Professor war. Ab 1979 war er Professor an der Universität Paris-Süd in Orsay (bis 1983) und gleichzeitig an der Indiana University, wo er ab 1983 Distinguished Professor war. Ab 2000 war er Professor an der Texas A&M University, zuletzt als Distinguished Professor.
Foias beschäftigte sich mit Theorie der Operatoren in Hilberträumen, Anwendung von Methoden der Theorie dynamischer Systeme bei partiellen Differentialgleichungen (und Untersuchung der Navier-Stokes-Gleichungen), Interpolationstheorie, Toeplitz-Operatoren. Er betrieb auch angewandte Forschung wie Signalverarbeitung in Geophysik, Kontrolltheorie, Nationalökonomie, statistische Theorie der Turbulenz, Abschätzung der Dimension von Attraktoren in der Hydrodynamik.
1995 erhielt er den Norbert-Wiener-Preis. Er war Fellow der American Association for the Advancement of Science (1987) und Ehrenmitglied der Ungarischen Akademie der Wissenschaften (1993) und der Rumänischen Akademie (1994). 1998 war er Ulam Scholar am Los Alamos National Laboratory. 2000 wurde er Ehrendoktor der Universität von Amsterdam und erhielt die erste Béla-Szőkefalvi-Nagy-Medaille. 1978 war er Invited Speaker auf dem Internationalen Mathematikerkongress in Helsinki (Contractive intertwining dilations and waves in layered media) und 1970 in Nizza (Some applications of structural models for operators on Hilbert space).
Zu seinen Doktoranden gehörten Dan Voiculescu und Adrian Ocneanu.
Er starb im März 2020 zu Hause im Alter von 86 Jahren.

## Schriften
- mit Béla Szőkefalvi-Nagy: Harmonic analysis of operators on Hilbert Space. North Holland 1970 (französisch bei Masson 1967).
- mit Roger Temam, Oscar Manley, Ricardo Rosa: Navier Stokes equations and Turbulence. Cambridge University Press, 2001.
- mit Peter Constantin, Roger Temam: Attractors reprenting turbulent flows. American Mathematical Society, 1985.
- mit Peter Constantin: Navier Stokes Equations. University of Chicago Press, 1988.
- mit Hitay Özbay, Allen Tannenbaum: Robust control of infinite dimensional systems. Springer, 1995.
- mit Hari Bercovici, Carl Pearcy: Dual algebras with applications to invariant subspaces and dilation theory. American Mathematical Society, 1985.
- mit Ilion Colojoara: Theory of generalized spectral operators. Gordon and Breach, 1968.
- mit Peter Constantin, Roger Temam, B. Nicolaenko: Integral Manifolds and Inertial Manifolds for Dissipative Partial Differential Equations. Springer-Verlag, Applied Mathematical Sciences Series, Bd. 70, 1988.

## Verweise
1. ↑  Geburtsjahr nach Luc Tartar: From Hyperbolic systems to kinetic theory, Springer 2008
2. ↑  Todesanzeige abgerufen am 24. März 2020

| Personendaten    | Personendaten                            |
| ---------------- | ---------------------------------------- |
| NAME             | Foias, Ciprian                           |
| ALTERNATIVNAMEN  | Foias, Ciprian Ilie (vollständiger Name) |
| KURZBESCHREIBUNG | rumänisch-US-amerikanischer Mathematiker |
| GEBURTSDATUM     | 20. Juli 1933                            |
| GEBURTSORT       | Reșița, Rumänien                         |
| STERBEDATUM      | 22. März 2020                            |
| STERBEORT        | Tempe, Arizona                           |